# 1982年1月9日月食
1982年1月9日月食为一次在协调世界时1982年1月9日出現的月全食。該次月食半影食分為2.340、全影食分為1.337。偏食維持了102分，全食維持39分。

## 概述
這次月食的食分是7.39，偏食維持了102分，全食維持39分。

## 基本參數
- 類型：月全食
- 食甚資料：
  - 日期：1982年1月9日
  - 時間：19:56
  - 月球位置：赤經7.39度、赤緯21.8度
  - 食分：半影食分：2.340、全影食分：1.337
  - 持續時間：偏食102分、全食39分

## 外部連結
- NASA月食專頁（页面存档备份，存于）（英文）